# مزرعه بانک کشاورزی
مزرعه بانک کشاورزی یک منطقهٔ مسکونی در ایران است که در دهستان قره‌چای واقع شده‌است. مزرعه بانک کشاورزی ۷۰ نفر جمعیت دارد.